# Masters de Thaïlande de snooker
Pour la compétition de badminton homonyme, voir Masters de Thaïlande.
Le Masters de Thaïlande de snooker, anciennement appelé Open d'Asie et Open de Thaïlande , est un ancien tournoi de snooker professionnel annuel qui s'est déroulé en Thaïlande entre 1983 et 2007.

## Historique
Le tournoi a lieu pour la première fois au cours de la saison 1984-1985. Il est abandonné après trois éditions mais revient en 1989 avec le statut de tournoi classé. Originellement tenu à Bangkok, il se déplace en Chine en 1990 pour une seule édition.
Le tournoi a révélé le Thaïlandais James Wattana, première personnalité asiatique à laisser son empreinte dans l'histoire du snooker. En 1993, l'Anglais Dave Harold devient le joueur le moins bien classé de l'histoire à remporter un tournoi classé : il se situait à la 93e place mondiale lors de cette victoire.
Le tournoi a perdu son statut classé après 2002. Seules deux éditions se sont tenues depuis, en 2003 et 2007, attirant plusieurs joueurs du circuit principal mais surtout des joueurs locaux.

## Palmarès
| Année                             | Ville                             | Vainqueur                         | Finaliste                         | Score                             | Saison                            |
| Masters de Thaïlande (non classé) | Masters de Thaïlande (non classé) | Masters de Thaïlande (non classé) | Masters de Thaïlande (non classé) | Masters de Thaïlande (non classé) | Masters de Thaïlande (non classé) |
| --------------------------------- | --------------------------------- | --------------------------------- | --------------------------------- | --------------------------------- | --------------------------------- |
| 1983                              | Bangkok                           | Tony Meo                          | Steve Davis                       | 2-1                               | 1983-1984                         |
| 1984                              | Bangkok                           | Jimmy White                       | Terry Griffiths                   | 4-3                               | 1984-1985                         |
| 1985                              | Bangkok                           | Dennis Taylor                     | Terry Griffiths                   | 4-3                               | 1985-1986                         |
| 1986                              | Bangkok                           | James Wattana                     | Terry Griffiths                   | 2-1                               | 1986-1987                         |
| 1991                              | Bangkok                           | Steve Davis                       | Stephen Hendry                    | 6-3                               | 1991-1992                         |
| Open d'Asie (classé)              |                                   |                                   |                                   |                                   |                                   |
| 1989                              | Bangkok                           | Stephen Hendry                    | James Wattana                     | 9-6                               | 1989-1990                         |
| 1990                              | Canton                            | Stephen Hendry                    | Dennis Taylor                     | 9-3                               | 1990-1991                         |
| 1992                              | Bangkok                           | Steve Davis                       | Alan McManus                      | 9-3                               | 1991-1992                         |
| 1993                              | Bangkok                           | Dave Harold                       | Darren Morgan                     | 9-3                               | 1992-1993                         |
| Open de Thaïlande (classé)        |                                   |                                   |                                   |                                   |                                   |
| 1994                              | Bangkok                           | James Wattana                     | Steve Davis                       | 9-7                               | 1993-1994                         |
| 1995                              | Bangkok                           | James Wattana                     | Ronnie O'Sullivan                 | 9-6                               | 1994-1995                         |
| 1996                              | Bangkok                           | Alan McManus                      | Ken Doherty                       | 9-8                               | 1995-1996                         |
| 1997                              | Bangkok                           | Peter Ebdon                       | Nigel Bond                        | 9-7                               | 1996-1997                         |
| Masters de Thaïlande (classé)     |                                   |                                   |                                   |                                   |                                   |
| 1998                              | Bangkok                           | Stephen Hendry                    | John Parrott                      | 9-6                               | 1997-1998                         |
| 1999                              | Bangkok                           | Mark Williams                     | Alan McManus                      | 9-7                               | 1998-1999                         |
| 2000                              | Bangkok                           | Mark Williams                     | Stephen Hendry                    | 9-5                               | 1999-2000                         |
| 2001                              | Bangkok                           | Ken Doherty                       | Stephen Hendry                    | 9-3                               | 2000-2001                         |
| 2002                              | Bangkok                           | Mark Williams                     | Stephen Lee                       | 9-4                               | 2001-2002                         |
| Masters de Thaïlande (non classé) |                                   |                                   |                                   |                                   |                                   |
| 2003                              | Bangkok                           | Noppadon Noppachorn               | Rom Surin                         | 5-4                               | 2002-2003                         |
| 2007                              | Hua Hin                           | Marco Fu                          | Issara Kachaiwong                 | 5-3                               | 2006-2007                         |

| \| Bangkok Guangzhou Hua Hin \| Sites du Masters et de l'Open de Thaïlande |
| Bangkok Guangzhou Hua Hin                                                  |

| \| Canton \| Site de l'Open d'Asie 1990 |
| Canton                                  |

## Bilan par pays
| Pays            | Joueurs | Total | Premier titre | Dernier titre |
| --------------- | ------- | ----- | ------------- | ------------- |
| Angleterre      | 5       | 6     | 1983          | 1997          |
| Thaïlande       | 2       | 4     | 1986          | 2003          |
| Écosse          | 2       | 4     | 1989          | 1998          |
| Pays de Galles  | 1       | 3     | 1999          | 2002          |
| Irlande du Nord | 1       | 1     | 1985          | 1985          |
| Irlande         | 1       | 1     | 2001          | 2001          |
| Hong Kong       | 1       | 1     | 2007          | 2007          |